# Myrioblephara
Myrioblephara is een geslacht van vlinders van de familie spanners (Geometridae), uit de onderfamilie Ennominae.

## Soorten
- M. adumbrata Warren, 1906
- M. apicata Warren, 1907
- M. callichlora Warren, 1903
- M. cilicornaria Püngeler, 1903
- M. cnecobathra Prout, 1916
- M. confusa Warren, 1903
- M. chogadoides Rothschild, 1915
- M. decoraria Leech, 1897
- M. desumpta Walker, 1860
- M. dinawana Bethune-Baker, 1915
- M. duplexa Moore, 1888
- M. embolochroma Prout, 1927
- M. fasciata Rothschild, 1915
- M. fenchihuana Sato, 1987
- M. finitima Prout, 1928
- M. flexilinea Warren, 1903
- M. fulvivena Warren, 1906
- M. idaeoides Moore, 1888
- M. inquinata Warren, 1906
- M. isombra Meyrick, 1892
- M. lacteata Warren, 1907
- M. ligdiodes Warren, 1903
- M. lucidata Warren, 1906
- M. lushanalis Sato, 1987
- M. macariata Warren, 1897
- M. minima Warren, 1903
- M. miscellanea Warren, 1907

- M. mixticolor Prout, 1916
- M. mollis Warren, 1907
- M. muscosa Warren, 1903
- M. olivacea Warren, 1906
- M. pallidipars Prout, 1916
- M. paralucidata Bethune-Baker, 1915
- M. pergrisea Warren, 1903
- M. polytrochia Prout, 1916
- M. proximata Warren, 1907
- M. rubrifusca Warren, 1893
- M. simplaria Swinhoe, 1894
- M. subtrita Warren, 1903
- M. transcendens Prout, 1916
- M. trifaria Prout, 1916
- M. vivida Warren, 1903
- M. xanthozonea Hampson, 1907